# Эбуроны

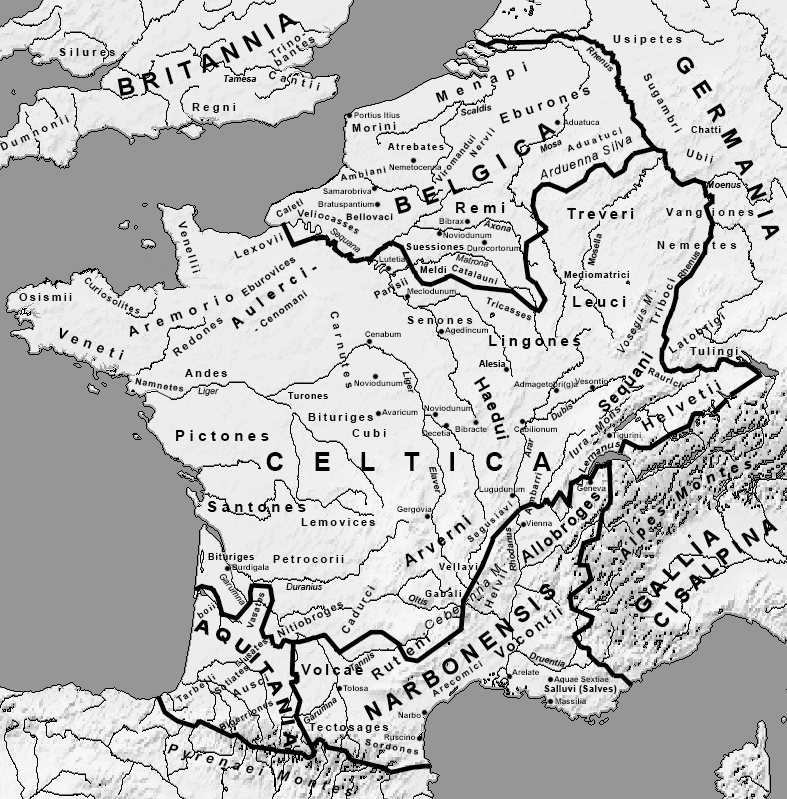
Эбуроны на карте племён Галлии.

Эбуроны (Eburones) — древнегерманское племя, занимавшее во времена Цезаря междуречье Рейна и Мааса по соседству с менапиями. 
За своё восстание против древнеримских оккупантов всё племя было уничтожено карательной экспедицией, организованной Цезарем в 53 году до нашей эры.

## История
Цезарь причислял его к германцам, однако галльские имена упомянутых им вождей позволяют ряду ученых отнести эбуронов к числу кельтов.
Из упоминания эбуронов в «Записках о Галльской войне» можно заключить, что они занимали всю территорию бельгийского Лимбурга и нидерландского Лимбурга (в современных Бельгии и Нидерландах), а также прирейнские земли вплоть до Ахена. Впоследствии эта область вошла в состав римской провинции Нижняя Германия.

### Восстание эбуронов
В 57 году до н. э. Юлий Цезарь захватил Галлию, а также территорию современных Бельгии и Нидерландов (до реки Рейн). В этих местах жило несколько враждовавших между собой германских племён, в том числе и эбуроны. Правителями эбуронов были Амбиорикс и Катуволк. В 54 году до н. э. войскам Цезаря потребовалось больше провианта, и местным племенам пришлось отдать часть своего, в тот год скудного, урожая. Это вызвало недовольство эбуронов, и Цезарь приказал поставить лагеря возле поселений варваров, чтобы следить за доставкой провианта. Он расквартировал на зиму XIV Парный легион (легион и пять когорт) под командованием Котта и Сабинуса в стране Эбуронов. Этой же зимой эбуроны подняли восстание против римлян под командованием Амбиорикса и его брата. На их сторону перешли и нервии. Совместно они напали на лагерь XIV Парного легиона и, выманив солдат из лагеря, перебили их всех, числом до 6 тысяч. В схватке было потеряно знамя легиона. Следующее за тем нападение на лагерь Квинта Туллия Цицерона (брата знаменитого оратора) было пресечено своевременным вмешательством Тита Лабиена.
Не желая терять людей в привычных эбуронам болотах и лесах, Цезарь отдал их страну на разграбление соседям, и в первую очередь сигамбрам. Вслед за тем он предал огню все поселения эбуронов, угнал их скот и уничтожил съестные припасы. После этого эбуроны пропадают из истории, уступая место германскому племени тунгров.